# Vilayet de Mamouret-ul-Aziz
1879–1923
Entités précédentes :
- Vilayet de Diyarbekir (partie)

Entités suivantes :
- République de Turquie

Le vilayet de Mamouret-ul-Aziz (en turc ottoman : ولايت معمورة العزيز, Vilayet-i Ma'muretül'aziz) est un vilayet de l'Empire ottoman. Créé en 1879, il disparaît en 1923. Sa capitale était Mamouret-ul-Aziz (anciennement Mezereh, actuelle Elâzığ) en Turquie actuelle mais sa ville principale était Harpout et il est parfois désigné comme « province de Harpout ».

## Histoire
Harpout, au centre d'un bassin agricole fertile d'environ 50 km de long sur 20 de large dans la vallée de l'Euphrate, était l'ancien siège du sandjak (district). Sa population, 30 000 à 40 000 habitants à la fin du XIXe siècle, se composait d'Arméniens, de Kurdes et de Syriens. Mais sa position en haut d'une falaise venteuse se prêtait mal aux développements urbanistiques. Le sultan Abd ül-Aziz décide en 1866 de transférer le centre vers le village de Mezereh (Elazığ), à 5 km au sud-est, où il fait construire une caserne, un hôpital et un siège administratif : la nouvelle agglomération prend le nom de Mamouret-ul-Aziz, « rendue prospère par Aziz » (forme brève pour Abdülaziz), dont le nom moderne, Elazığ, est une déformation dialectale. Dans les années 1900, Mamouret-ul-Aziz est dotée d'un urbanisme moderne, avec de larges rues, par un architecte arménien.
Harpout, à partir des années 1860, devient un des premiers foyers d'émigration ottomane vers les États-Unis en raison de la présence d'une mission protestante américaine depuis 1851 et d'un collège de l'Église évangélique arménienne depuis 1878. Le mouvement migratoire, qui atteindra 3 000 personnes par an, touche principalement les chrétiens arméniens ; le consul américain à Harpout estime que 80 % des migrants arméniens vers les États-Unis viennent de cette province. Mais les musulmans turcs et kurdes commencent aussi à migrer vers l'Amérique bien que la loi ottomane interdise l'émigration des musulmans.
Le vilayet de Mamouret-ul-Aziz est détaché en 1879 du vilayet de Diyarbekir. Il fait partie des six vilayets à forte population arménienne dans l'est de l'Anatolie.
Le sandjak de Hozat (Dersim) est détaché en 1875 du vilayet d'Erzurum et devient, pour peu de temps, le vilayet de Dersim ; il est rattaché au vilayet de Mamouret-ul-Aziz en 1888. La région de Dersim (depuis 1938, Tunceli) a une importante population de Kurdes alévis (en turc, Kızılbaş) de langue zazaki. Ce groupe dissident proche du chiisme est mal vu des autorités sous le règne d'Abdülhamid II qui cherche à promouvoir le sunnisme orthodoxe : en 1907-1908, des troupes sont envoyées pour les soumettre. Les alévis de Dersim font bon accueil à la révolution des Jeunes-Turcs en 1908-1909. Cependant, ils s'opposent à la politique du Comité union et progrès quand celui-ci cherche à imposer la langue turque. Ils restent réfractaires au service militaire et refusent de s'engager dans l'armée ottomane après la défaite de Sarıkamış (décembre 1914-janvier 1915). Pendant le génocide arménien de 1915, beaucoup de Dersimis aident les Arméniens à se sauver, gratuitement ou à prix d'argent, en les hébergeant ou en les conduisant en territoire russe.
La population arménienne de Harpout est durement touchée par les émeutes de 1895 (massacres hamidiens) puis par les massacres et déportations de la Première Guerre mondiale en Orient, ce qui précipite l'abandon de Harpout au profit d'Elazığ. Le consul américain Leslie Davis, en poste à Harpout en 1915, est un des principaux témoins du génocide arménien, cette province servant de lieu de transit ou de massacre des Arméniens déportés des six vilayets.

## Territoire
Le vilayet de Mamouret-ul-Aziz est situé dans l'est de l'Anatolie, au confluent des deux branches de l'Euphrate, le Karasu et le Murat Nehri. Il est bordé à l'ouest par le vilayet de Sivas, au nord par le vilayet d'Erzurum, à l'est par le vilayet de Diyarbekir et au sud par le vilayet d'Alep.

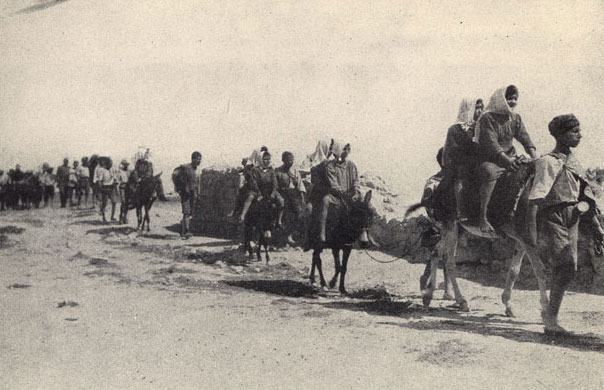
Orphelins évacués de la région de Harpout vers la Syrie et la Grèce par le Near East Relief, 1922-1923

## Subdivisions
Le vilayet compte trois sandjaks (districts) subdivisés en cazas :
1. Sandjak de Mamouret-ul-Aziz (cazas de Mamouret-ul-Aziz, Kemaliye, Arapgir, Pötürge)
2. Sandjak de Malatya (Malatya, Besni, Adıyaman, Kahta, Akçadağ)
3. Sandjak de Dersim (Hozat, Dersim, Çemişgezek, Akpazar, Ovacık, Nazımiye, Mazgirt)